# Mobilisation for the Environment
Mobilisation for the Environment (MOB) is een Nederlandse organisatie die zich inzet voor het behoud van de biodiversiteit en het tegengaan van de opwarming van de aarde.
De organisatie kreeg landelijke bekendheid door de vele rechtszaken die MOB voerde om de overheid te dwingen zich aan de eigen wetgeving te houden, met name als het gaat om stikstofbeleid.
Boegbeeld is voorzitter Johan Vollenbroek.

## Oprichting en activiteiten
De organisatie werd eind 20e eeuw opgericht door Johan Vollenbroek en heeft als doel bijdragen te leveren aan:
- het voorkomen van opwarming van de aarde;
- het stoppen van verdere kwaliteitsdaling van de Nederlandse natuur en juist over te gaan tot herstel van de natuur
- het respecteren van democratisch tot stand gekomen wetgeving door de Nederlandse regering.

De belangrijkste activiteiten van de organisatie bestaan uit het voeren van juridische procedures. Daarnaast richt MOB zich op voorlichting, lobby, het sluiten van convenanten, het samenwerken met andere milieu-organisaties en het ondersteunen van burgers en gemeenten.

## Kritiek
De kritiek op Mobilisation for the Environment (MOB) vanuit de samenleving, komt voornamelijk uit landbouwsector maar ook wel uit andere kringen.  Niet de landbouwsector of het beleid van het ministerie maar de MOB wordt door deze critici verantwoordelijk gehouden voor de stikstofcrisis omdat MOB via rechtszaken de rijksoverheid dwong zich aan het afgesproken stikstofbeleid te houden. Volgens deze critici leiden deze juridische acties tot economische schade en zouden ze een pragmatische aanpak bemoeilijken.. NSC-kamerlid Holman drong in juni 2025 aan op overleg van minister Femke Wiersma met de MOB, en kreeg steun van diverse fracties. De minister gaf echter aan hiertegen „morele weerstand" te voelen.  De minister meende dat door het toedoen van de MOB „boeren in een onmenselijke situatie gebracht” zijn. BBB-fractievoorzitter Van der Plas steunde de minister en zei "nog liever dood te gaan dan met die mensen van MOB te praten". Ook SGP kamerlid André Flach was kritisch en verweet MOB op ’bijna bloeddorstige wijze’ om te gaan met boeren. Het ging dan met name om Pas-melders, boeren die buiten hun schuld hun vergunning zijn kwijtgeraakt nadat het gedoogbeleid voor verhoogde stikstofuitstoot door rechterlijke uitspraken stopte.

## Grootste succes
Een van de grootste ammoniakuitstoter van Nederland Olam Foods in Koog aan de Zaan werd door MOB gedwongen de ammoniakuitstoot tot vrijwel nul te verlagen in 2028. Dergelijke grote reducties heeft de regering nog niet op haar naam staan.